# Tomohiko Ikeuchi
Tomohiko Ikeuchi (Hokkaido, 1 november 1977) is een voormalig Japans voetballer.

## Clubcarrière
Ikeuchi speelde tussen 1996 en 2008 voor Kashima Antlers en Consadole Sapporo.